# Super Ligue 2024-2025 (Niger)
La Super Ligue 2023-2024 è la 55ª edizione della massima divisione del campionato nigerino di calcio. Il campionato è iniziato il 9 novembre 2024 ed é terminata il 13 luglio 2025.
L' ASFAN è la squadra campione, vincitore del suo sesto titolo nazionale.

## Stagione

### Formula
Le 16 squadre partecipanti giocano un girone all'italiana con partite di andata e ritorno, per un totale di 30 giornate. Al termine della stagione, la prima classificata è campione del Niger e si qualifica per la CAF Champions League 2025-2026, mentre la seconda classificata si qualifica per la Coppa della Confederazione CAF 2025-2026. Le ultime due classificate vengono invece retrocesse in seconda divisione.

## Classifica
|                  | Pos. | Squadra        | Pt | G  | V  | N  | P  | GF | GS | DR  |
| ---------------- | ---- | -------------- | -- | -- | -- | -- | -- | -- | -- | --- |
| Niger (bandiera) | 1.   | ASFAN          | 57 | 30 | 16 | 9  | 5  | 48 | 20 | 28  |
|                  | 2.   | Douanes Niamey | 57 | 30 | 16 | 9  | 5  | 46 | 20 | 26  |
|                  | 3.   | GNN            | 54 | 30 | 16 | 6  | 8  | 34 | 21 | 13  |
|                  | 4.   | AS Police      | 50 | 30 | 14 | 8  | 8  | 33 | 23 | 10  |
|                  | 5.   | US GN          | 49 | 30 | 13 | 10 | 7  | 40 | 26 | 14  |
|                  | 6.   | Nigelec        | 48 | 30 | 13 | 9  | 8  | 38 | 22 | 16  |
|                  | 7.   | Espoir         | 45 | 30 | 13 | 6  | 11 | 29 | 26 | 3   |
|                  | 8.   | Olympic Niamey | 40 | 30 | 11 | 7  | 12 | 34 | 38 | -4  |
|                  | 9.   | Sahel S.C.     | 39 | 30 | 10 | 9  | 11 | 22 | 25 | -3  |
|                  | 10.  | Urana          | 38 | 30 | 8  | 14 | 8  | 21 | 24 | -3  |
|                  | 11.  | UAM (Niamey)   | 35 | 30 | 8  | 11 | 11 | 26 | 35 | -9  |
|                  | 12.  | Liberté        | 34 | 30 | 8  | 10 | 12 | 28 | 37 | -9  |
|                  | 13.  | Renaissance    | 31 | 30 | 7  | 10 | 13 | 23 | 33 | -10 |
|                  | 14.  | Tahoua         | 29 | 30 | 8  | 5  | 17 | 24 | 44 | -20 |
|                  | 15.  | Wombèye        | 23 | 30 | 5  | 8  | 17 | 24 | 49 | -25 |
|                  | 16.  | Jangorzo       | 22 | 30 | 5  | 7  | 18 | 17 | 44 | -27 |

Legenda
      Campione del Niger e ammessa alla CAF Champions League 2025-2026.
      Ammessa alla Coppa della Confederazione CAF 2025-2026.
      Retrocessa in Seconda divisione 2025-2026.
Note:
Tre punti a vittoria, uno a pareggio, zero a sconfitta.